# 2017 i sydkoreansk musik
2017 i sydkoreansk musik innebär musikrelaterade händelser i Sydkorea under år 2017.
Under året hålls flera större musikevenemang. Noterbara musikgrupper som upplöstes under året och som hade framgångsrika karriärer inkluderar tjejgrupperna I.O.I, Sistar och Wonder Girls.

## Försäljning

### Singlar
- Lista över singelettor på Gaon Chart 2017

| Månad | Artist       | Sångtitel                              |
| ----- | ------------ | -------------------------------------- |
| Jan   | Ailee        | "I Will Go to You Like the First Snow" |
| Feb   | Ailee        | "I Will Go to You Like the First Snow" |
| Mar   | Taeyeon      | "Fine"                                 |
| Apr   | IU & Oh Hyuk | "Can't Love You Anymore"               |

### Album
- Lista över albumettor på Gaon Chart 2017

| Månad | Artist   | Albumtitel              |
| ----- | -------- | ----------------------- |
| Jan   | Big Bang | MADE                    |
| Feb   | BTS      | You Never Walk Alone    |
| Mar   | Got7     | Flight Log: Arrival     |
| Apr   | Taeyeon  | My Voice Deluxe Edition |

## Händelser

### Evenemang
- 13-14 januari: Golden Disc Awards 2016 hålls i KINTEX i Goyang.[9]
- 19 januari: Seoul Music Awards 2016 hålls i Jamsil Arena i Seoul.[10]
- 22 februari: Gaon Chart Music Awards 2016 hålls i Jamsil Arena i Seoul.[11]

## Artister

### Debuterande musikgrupper
|          |
| Triple H |

### Upplösta musikgrupper
|                      |
| Chocolat (2011–2017) |

|                   |
| I.O.I (2016–2017) |

|                   |
| M.I.B (2011–2017) |

|                    |
| Sistar (2010–2017) |

|                          |
| Wonder Girls (2007–2017) |

### Medlemsförändringar
- April: Chaekyung och Rachel går med gruppen.
- BIGFLO: Euijin, Sungmin och Lex går med gruppen.
- Brave Girls: Yoojin lämnar gruppen.
- Chocolat: Tia lämnar gruppen.
- DIA: Jueun och Somyi går med gruppen.
- Dream Catcher: Handong och Gahyeon går med gruppen.
- K-Much: BomB går med gruppen.
- Momoland: Taeha och Daisy går med gruppen.
- Playback: Eunjin går med gruppen.
- Teen Top: L.Joe lämnar gruppen.
- U-KISS: Kevin lämnar gruppen.
- Wassup: Nada, Jinju och Dain lämnar gruppen.

## Albumsläpp

### Första kvartalet
| Datum    | Artist          | Albumtitel                          |
| Januari  | Januari         | Januari                             |
| -------- | --------------- | ----------------------------------- |
| 2        | AOA             | Angel's Knock                       |
| 2        | S.E.S.          | Remember                            |
| 2        | Shinhwa         | Unchanging: Touch                   |
| 3        | Akdong Musician | Winter                              |
| 4        | April           | Prelude                             |
| 4        | Cosmic Girls    | From. WJSN                          |
| 6        | NCT             | Limitless                           |
| 6        | Vromance        | Romance                             |
| 9        | Sonamoo         | I Think I Love U                    |
| 11       | Hello Venus     | Mystery of Venus                    |
| 13       | Dream Catcher   | Nightmare                           |
| 17       | CLC             | Crystyle                            |
| 17       | Seohyun         | Don't Say No                        |
| 24       | Suzy            | Yes? No?                            |
| Februari |                 |                                     |
| 1        | Red Velvet      | Rookie                              |
| 6        | SF9             | Burning Sensation                   |
| 8        | Cross Gene      | Mirror                              |
| 9        | NCT             | The First                           |
| 13       | Bangtan Boys    | You Never Walk Alone                |
| 15       | BIGFLO          | Stardom                             |
| 15       | Melody Day      | Kiss on the Lips                    |
| 20       | Twice           | Twicecoaster: Lane 2                |
| 22       | 100%            | Sketchbook                          |
| 22       | Astro           | Winter Dream                        |
| 23       | Gavy NJ         | An Obvious Melo                     |
| 27       | Gugudan         | Act. 2 Narcissus                    |
| 27       | Lovelyz         | R U Ready?                          |
| 28       | Taeyeon         | My Voice                            |
| Mars     |                 |                                     |
| 2        | Victon          | Ready                               |
| 6        | BtoB            | Feel'eM                             |
| 6        | GFriend         | The Awakening                       |
| 7        | B.A.P           | Rose                                |
| 7        | Brave Girls     | Rollin'                             |
| 13       | Got7            | Flight Log: Arrival                 |
| 13       | LOOΠΔ           | Love & Live                         |
| 20       | CNBLUE          | 7°CN                                |
| 20       | Highlight       | Can You Feel It?                    |
| 21       | Monsta X        | The Clan Pt. 2.5: The Final Chapter |
| 21       | Pristin         | Hi! Pristin                         |
| 27       | Girl's Day      | Everyday 5                          |

### Andra kvartalet
| Datum | Artist        | Albumtitel                |
| April | April         | April                     |
| ----- | ------------- | ------------------------- |
| 3     | Oh My Girl    | Coloring Book             |
| 4     | Winner        | Fate Number For           |
| 5     | Dream Catcher | Fall Asleep in the Mirror |
| 5     | Taeyeon       | My Voice - Deluxe Edition |
| 10    | EXID          | Eclipse                   |
| 10    | Jung Eun-ji   | The Space                 |
| 10    | Teen Top      | High Five                 |
| 13    | Wassup        | Color TV                  |
| 17    | Laboum        | Miss This Kiss            |
| 17    | Minzy         | Minzy Work 01: Uno        |
| 18    | SF9           | Breaking Sensation        |
| 19    | DIA           | YOLO                      |
| 19    | Lee Hae-ri    | h                         |
| 21    | IU            | Palette                   |
| 24    | Snuper        | I Wanna?                  |
| 27    | LOOΠΔ         | Love & Evil               |
| 28    | Sechs Kies    | The 20th Anniversary      |
| Maj   |               |                           |
| 1     | Triple H      | 199X                      |
| 2     | Lovelyz       | Now, We                   |